# Ku'damm 56
Ku'damm är en tysk TV-serie som premiärvisades 2016 och har visats i flera länder i Europa. Den första säsongen Ku'damm 56 i tre delar följdes upp 2018 med en andra säsong Ku'damm 59 och 2021 med en tredje säsong Ku'damm 63. Ku’damm handlar om 50-talets ungdomsgeneration i Västberlin under perioden mellan slutet av andra världskriget och tyska Wirtschaftswunder. Den berättar historien om en konservativ mamma och hennes tre döttrar i äktenskapsålder. Serien kretsar kring den familjeägda dansskolan på Kurfürstendamm mellan åren 1956-1963. Trilogin handlar om en gammaldags moral, de unga kvinnornas första sexuella upplevelser och deras värderingar, som är styrda av deras dominanta moder som har kopplingar till Nazityskland.

## Rollista
- Sonja Gerhardt: Monika Schöllack
- Claudia Michelsen: Caterina Schöllack
- Maria Ehrich: Helga Schöllack
- Emilia Schüle: Eva Schöllack
- Sabin Tambrea: Joachim Franck
- Heino Ferch: Prof. Dr. Jürgen Fassbender
- Uwe Ochsenknecht: Fritz Assmann
- Trystan Pütter: Freddy Donath
- August Wittgenstein: Wolfgang von Boost
- Katharina Schüttler: Sonja Lundi
- Robert Schupp: Gerd Schöllack
- Anne Werner: Christa Hauer
- Markus Boysen: Otto Franck
- Emanuela von Frankenberg: Frau von Boost
- Hansi Jochmann: Frau Blümke
- Paula Kober: Fräulein Martina
- Martina Schöne-Radunski: Sissi

## Källhänvisningar
1. 1 2  läs online, www.zdf.de , läst: 21 mars 2016.[källa från Wikidata]
2. ↑  Ku'damm 59 (1/3) Nicki und Freddy machen Musik